# فرانك بريت نويز
فرانك بريت نويز (بالإنجليزية: Frank Brett Noyes)‏ هو صحفي أمريكي، ولد في 7 يوليو 1863 في واشنطن العاصمة في الولايات المتحدة، وتوفي بنفس المكان في 1 ديسمبر 1948.